# FORMOSAT-1

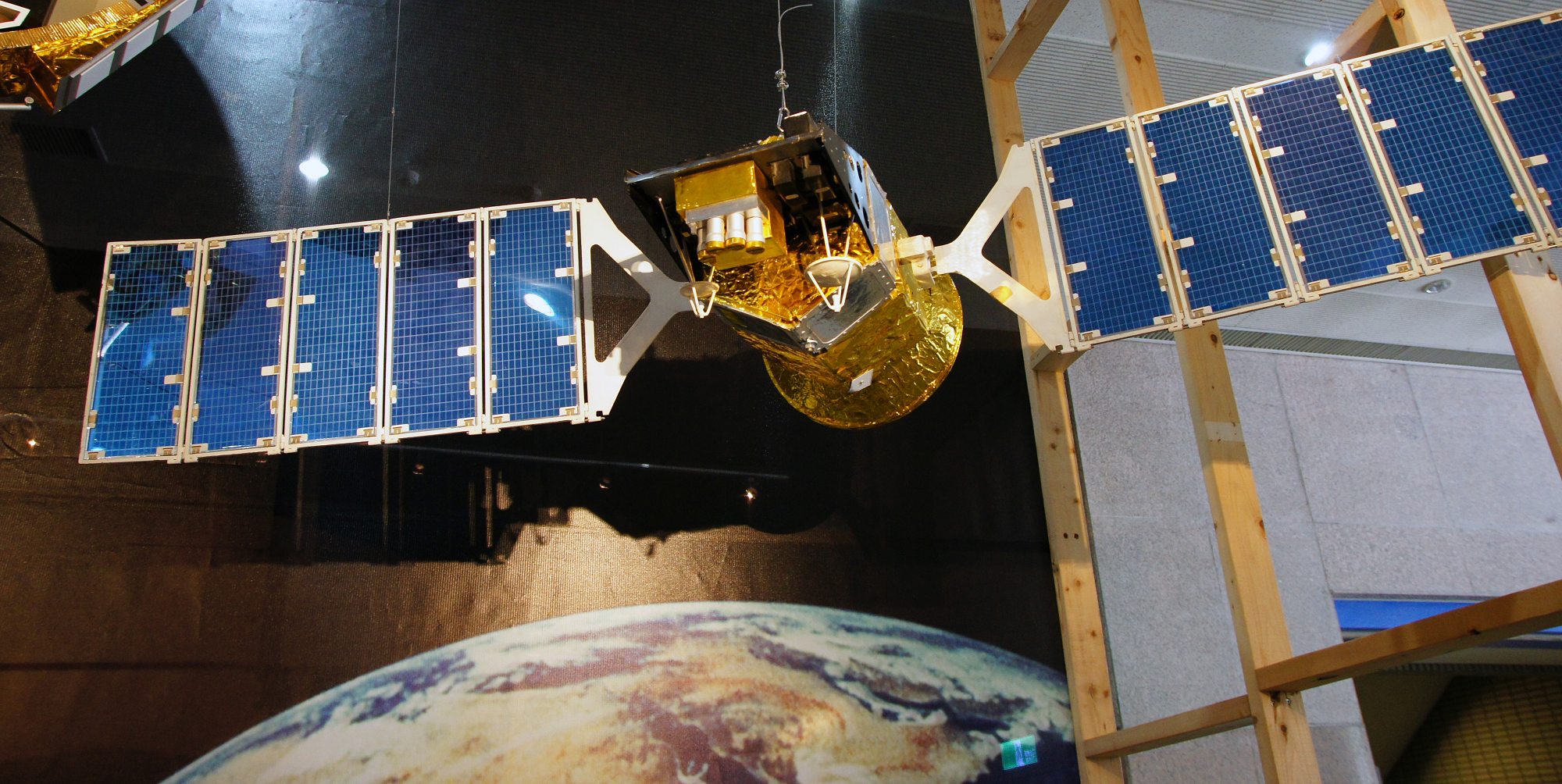
O satélite FORMOSAT-1.

O FORMOSAT-1, ( originalmente conhecido como ROCSAT-1) é um satélite de observação da Terra operado pela National Space Organization (NSPO) da República da China, para conduzir observações da ionosfera e oceanos. 
O satélite e seus instrumentos foram desenvolvidos em conjunto pela NSPO e pela TRW usando a plataforma denominada Lightsat. Foi lançado a partir da Estação da Força Aérea de Cabo Canaveral por intermédio de um foguete Athena I da Lockheed Martin em 27 de Janeiro de 1999.
O FORMOSAT-1 foi retirado de serviço em 17 de Junho de 2004.

## Características
Essas são as principais características do satélite:
- Massa total: 402 kg
- Formato: cilindro hexagonal com 2,1 m de altura e 1,1 m de diâmetro
- Órbita: LEO a 600 km de altitude.
- Carga útil: Experimental Communication Payload (ECP), Ionosphere Plasma Electrodynamics Instrument (IPEI), Ocean Color Imager (OCI)